# Aloe speciosa

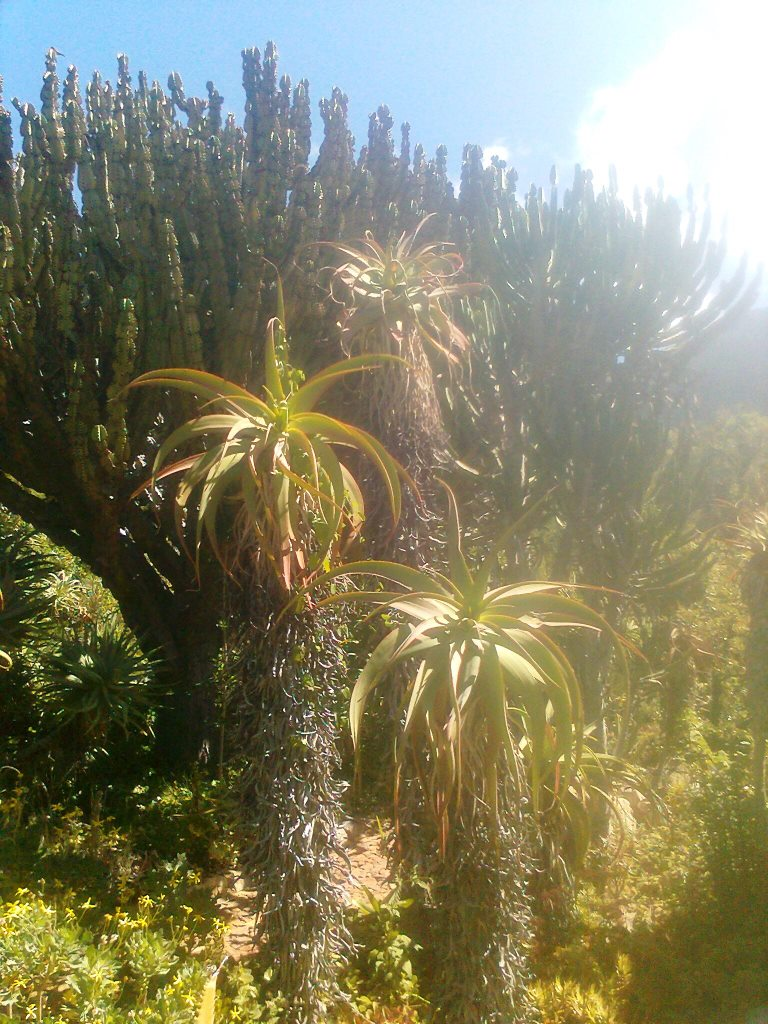
Bestand in Südafrika

Aloe speciosa ist eine Pflanzenart der Gattung der Aloen in der Unterfamilie der Affodillgewächse (Asphodeloideae). Das Artepitheton speciosa stammt aus dem Lateinischen, bedeutet ‚prächtig‘ und verweist auf den Blütenstand der Art.

## Beschreibung

### Vegetative Merkmale
Aloe speciosa wächst stammbildend, ist einfach oder verzweigt. Der Stamm erreicht eine Länge von bis zu 4 Meter (selten bis zu 6 Meter) und ist mit ausdauernden toten Blättern bedeckt. Die lanzettlich verschmälerten Laubblätter bilden eine dichte Rosette. Die trüb glauk-grüne, bläulich bis rötlich überhauchte Blattspreite ist 60 bis 80 Zentimeter lang und 7 bis 9 Zentimeter breit. Die hellroten Zähne am sehr schmalen, tiefrosafarbenen bis hellrötlichen Blattrand sind 1 Millimeter lang und stehen etwa 10 Millimeter voneinander entfernt.

### Blütenstände und Blüten
Der bogig-aufrechte, einfache Blütenstand erreicht eine Länge von etwa 50 Zentimeter. Die sehr dichten, zylindrischen, leicht spitz zulaufenden Trauben sind etwa 20 Zentimeter lang und 12 Zentimeter breit. Die lanzettlich-stumpfen, bräunlichen Brakteen weisen eine Länge von bis zu 20 Millimeter auf und sind 10 Millimeter breit. Die bauchigen, weißen, grünlich überhauchten Blüten stehen an 5 bis 8 Millimeter langen Blütenstielen. Sie sind 20 bis 35 Millimeter lang und an ihrer Basis gerundet. Oberhalb des Fruchtknotens sind die Blüten erweitert und schließlich zur Mündung leicht verengt. Ihre äußeren Perigonblätter sind fast nicht miteinander verwachsen. Die Staubblätter und der Griffel ragen bis zu 16 Millimeter aus der Blüte heraus.

## Systematik und Verbreitung
Aloe speciosa ist in den südafrikanischen Provinzen Westkap und Ostkap auf felsigen Hängen in Höhen von 500 bis 800 Metern verbreitet.
Die Erstbeschreibung durch John Gilbert Baker wurde 1880 veröffentlicht.

## Nachweise